# Tiziana Rossetto
Tiziana Rossetto (Adelaide, 2 marzo 1977) è un'ingegnere australiana naturalizzata britannica.

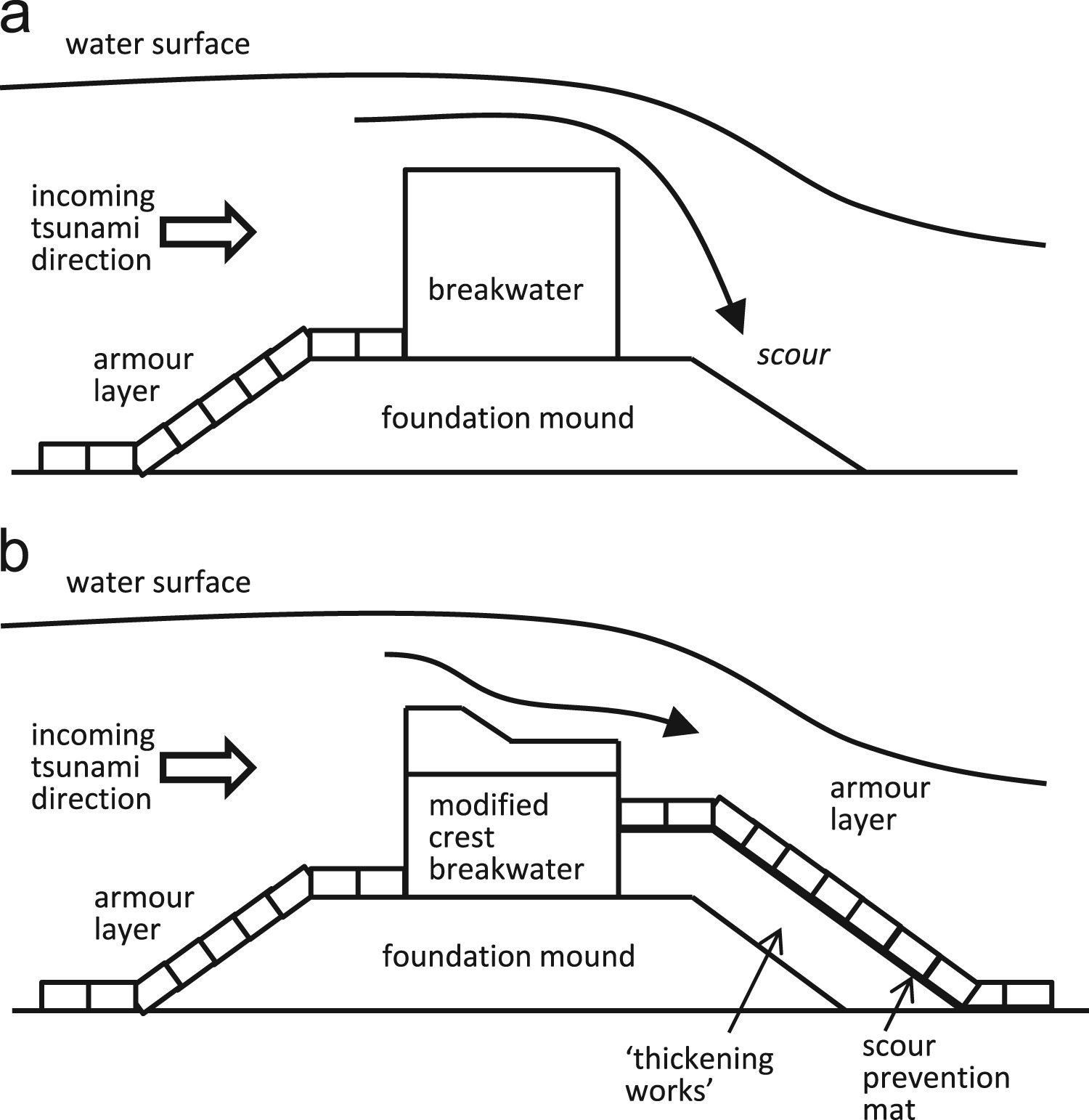
Diagramma recommended design for a strong breakwater da una pubblicazione di Tiziana Rossetto

Insegna ingegneria dei terremoti all'University college di Londra. È stata eletta membro della Royal Academy of Engineering nel 2021. 
Ha studiato presso la George's British International School e alla Beneditct's School di Londra. Prosegue gli studi universitari all'Imperial College di Londra in cui studia ingegneria civile. Si laurea e consegue un master in ingegneria sismica nel 1999. In seguito fece un dottorato sul tema della valutazione sismica degli edifici in cemento armato.
Nel 2004 si è unita all'University College di Londra in cui ha fondato l'EPICentre research group, un centro di ricerca multidisciplinare per lo studio dei rischi degli tsunami e dei terremoti per la salvaguardia delle persone e delle infrastrutture. È intervenuta in varie operazioni riguardanti lo tsunami dell'Oceano Indiano del 2004, il terremoto del Kashmir, del Sichuan, dell'Aquila e dello tsunami di Sulawesi del 2018. È specializzata nella valutazione della vulnerabilità degli edifici a rischio terremoto e tsunami. Ha lavorato nel Consiglio europeo della ricerca nel quale ha elaborato uno studio sulle vulnerabilità delle strutture ai disastri naturali. Inoltre, ha collaborato con l'azienda HR Wallingford per realizzare simulatore pneumatico dello tsunami. 